# Disomía uniparental del cromosoma 14
La disomía uniparental del cromosoma 14, también llamada UPD 14 por sus siglas en inglés (Uniparental Disomy 14), es una anomalía cromosómica, causada porque los 2 cromosomas 14 de un individuo proceden del mismo progenitor, bien del padre o de la madre, ello da lugar a una serie de alteraciones en el crecimiento y desarrollo del niño afectado. Pueden distinguirse 2 variedades de la enfermedad, dependiendo de si los cromosomas 14 proceden del padre o de la madre. Este tipo de anomalía cromosómica se llama disomía uniparental y puede afectar también a otros cromosomas.

## Genética
La disomía uniparental es un trastorno cromosómico poco habitual. En condiciones normales, un individuo determinado posee 23 pares de cromosomas en cada una de las células de su cuerpo. Un cromosoma de cada par procede del padre y otro de la madre. Sin embargo en determinadas circunstancias anómalas, los dos cromosomas de un par proceden del mismo progenitor. Ello provoca diferentes alteraciones en el individuo afectado. En el caso del cromosoma 14 existen 2 síndromes diferentes, cada uno de ellos con unos síntomas particulares: Disomia uniparental del cromosoma 14 materno y disomia uniparental del cromosoma 14 paterno.